# Jiangyou (ort i Kina)
Jiangyou är en ort i Kina. Den ligger i provinsen Sichuan, i den sydvästra delen av landet, omkring 140 kilometer nordost om provinshuvudstaden Chengdu. Antalet invånare är 127 225.
Runt Jiangyou är det tätbefolkat, med 319 invånare per kvadratkilometer. Det finns inga andra samhällen i närheten. Runt Jiangyou är det i huvudsak tätbebyggt.
Genomsnittlig årsnederbörd är 1 189 millimeter. Den regnigaste månaden är juli, med i genomsnitt 329 mm nederbörd, och den torraste är januari, med 16 mm nederbörd.